# جهانكير بى نوفروزوف
نوفروزوف جهانكير بى بركار يوسف بى أغلو (1894. باكو، محافظة باكو، الإمبراطورية الروسية – 17 يوليو 1958، تركيا) – لواء أذربيجاني الجنسية. 

## حياته
ولد جهانكير بي نوفروزوف في عام 1894 في عائلة عسكرية في باكو. في شهر أبريل لعام 1920، قاتل في رتبة الكابتن ضد قائد فوج الفرسان الجيش الروسي الغازي، وبعد الاحتلال الروسي ترك أذربيجان وانتقل إلى إيران. 
بعد البقاء هناك لفترة قصيرة، ذهب إلى أرضروم مع فوج الفرسان وانضم إلى جيش كاظم كارابيكير باشا. وفي عام 1921، كان بطلا كبيرا في حرب برناميدان التي بدأها الداشناك قرب بنلي أهماد، وضرب طائرات العدو بنيران المدفعية الدقيقة.
أعطاه القائد التركي لقب «بركر» – يعني بركر، بطل، مقاتل شجاع على أنه قاتل في المعارك كرجل شجاع. وفيما بعد قاد المعارك بشكل ناجح في مسيرات عسكرية «شيخ سعيد» و«أغري»، وفي عام 1928 دخل المدرسة العسكرية لزيادة تعليمه.
بعد تخرجه من مدرسة «توبجولار» في عام 1929، حصل على رتبة العقيد.
عندما كان قائد فوج المدفعية في كوتاهيا حصل على الرتبة الفخرية لواء في 30 أغسطس عام 1948، على إنجازاته في مجال الخدمة العسكرية. عمل كقائد منطقة إزمير المحصنة والجبهة الخلفية، واستقال من الخدمة في عام 1953 على عمره. عاش في منزل بسيط وغير فاخر بناه في «بورونوفو» حتى نهاية عمره.
أنجب من زوجته السيدة وظيفة ثلاث بنات. يكتب العقيد الفارس بابا بهبود، الذي عمل تحت قيادة الجنرال لسنوات طويلة واستقال من الخدمة، في عدد 4-5 من مجلة «أذربيجان» التي نشرت في تركيا في عام 1958 أن الجنرال المحترم جهانكير بي بركار نوفروزوف كرّس كل حياته للفن العسكري.
توفي اللواء جهانكير بي نوفروزوف في منزله بسبب مرض القلب في تاريخ 17 يونيو عام 1958 في الساعة الخامسة.
جهانقير باي عن أسرته:
"أمي بنت ميرالاي زاؤور باي من القبيلة كابارداي. جدي بعد استقالته انتقل إلى بيته في قوبا. اسم عائلته أيضا نوفروزوف. نوفروزوف اسم عائلتنا نحن٬ أي اسم عائلة جدي. أنا أعرف أن هناك من هاجر فيما قبل إلى تركيا من أقارب والدتي. لكني لا أتذكر أسماءهم وكيفية علاقاتهم الاسرية مع أمي. والدتي ليلى تزوجت من أبي قبل التخرج من مدرسة البنات في باكو. والدي كان حينئذ الملازم الأول في فوج دراقون 44 نيجيقورود. 
نحن كنا أولاد هذه العائلة – عدة أبناء وبنت واحدة. أكبرنا كان تيمور باي. أثناء الحرب العالمية الأولى هو كان يخدم في الجيش في الفوج رقم 44 الذي قد خدم فيه جدي كذلك. بعد إنشاء جمهورية أذربيجان الديمراطية أخي عين قائد تقسيم الفروسية. أخي الثاني كاظم باي خلال الحرب العالية الأول كان قائد البطارية المدفعية الثانية في اللواء المدفعية لدى فرقة المشاة رقم 33. في زمن ولاية الحكومة الأذربيجانية عين قائد اللواء المدفعية وحصل على رتبة المقدم. كاظم كان متزوجا وولد له ابن وحيد اسمه جبرائل. إذا كان الآن حيا فعمره تقريبا 47-48 سنة. أما أختي زومرود فهي تزوجت من طاشطان باي من سلالة شامخال أوغولاري لما كان لها 18 سنة من عمرها. زوجها كان مقدما في فوج الفرسان في مقاطعة كريم. وأنا كنت أصغر ولد في العائلة. كنت ابن 18 سنة عندما بدأت الحرب العالمية الأولى وكنت حينئذ أخدم في فوج الفرسان المسمى بدراقون في رتبة الملازم. عندما وصل جدي كريم باشا 96 سنة من عمره تركت أذربيجان. جدي كان قائد الحرس الداخلي في القيصرية الروسية وإلى نهاية عمره لم يتقاعد. وحياته قصة طويلة".

## الخدمة العسكرية

### في جيش جمهورية أذربيجان الديمقراطية
بعد استقلال أوكتوبر عام 1917 جهانقير نوفروزوف بقي في تبليسي مدة. التقى هناك مع سلطان مجيد قنيزاده. سلطان مجيد قنيزاده عرَّفَ جهانقير باي لمحمد أمين رسولزاده وفتالي خان خويسكي. في العام 1918 هو حبس في السجن في تبليسي. لكن بمساعدة النشطاء الأذربيجانيين فك من السجد وأرسل إلى كنجا. في 28 ماي عام 1918 بعد أستقلال أذربيجان أخواه العقيد تيمور باي نوفروزوف (فيما بعد أصبح جنرالا)٬ العقيد كاظم باي نوفروزوف وابن عمه الرائد رستام باي نوفروزوف انضموا إلى جيش الجمهورية. جهاتقير باي في تركيبية قسم الجيش الأذربيجاني الخاص سويا مع جيش القوقاز الإسلامي اشترك في الموكب إلى باكو المنتهي بنجاح والمستمر من يونيو إلى 15 سبتمبر.

بعد تخلية باكو من الاحتلال بدأت حركة قاراباغ من تاريخ 23 سبتمبر 1918. وقاد القوات المسلحة في حركة قاراباغ لجيش القوقاز الإسلامي السيد جميل جاهد. انضمت إلى حركة قاراباغ ألائات 9 و 106 التركية٬ جمعيات وطنية متطوعة والتقسيم العسكري الأذربيجاني الأول. البطارية المدفعية التي قادها الملازم الأول جهانقير نوفروزوف كانت في تكوين التقسيم العسكري الأذربيجاني. في 4 أكتوبر جيش القوقاز الإسلامي التركي ارتكب الهجوم من أغدام إلى شوشا. بعد القتال الشديد حول أسغران في 6 أكتوبر بدأ القتال حول القرية أيري الواقعة بين شوشا وأسغران. بعد إطلاقات النار مستمرة من قبل البطارية المدفعية بقيادة جهانقير باي وغيرها من البطريات المدفعية الموجودة في تركيبية التقسيم الأذربيجاني القوات المسلحة للعدو الموجودة حول القرية أيري تركت ساحة المعركة وهربت منها. فبذلك تيسر طريق الحركة العسكرية في اتجاه شوشا وبعد يومين في 8 أكتوبر عام 1918 جيش القوقاز الإسلامي دخل شوشا.
ابتداء من أكتوبر عام 1918 جهانقير نوفروزوف اشترك مع البطارية المدفعية في القتال ضد الانفصاليين الأرمان الذين كانوا يقتلون المدنيين في قاراباغ وزنغازور. جهانقير باي بذل الجهود الكبيرة لإقامة السلم والأمن في المنطقة المذكورة ولهذه الجهود العظيمة حصل على رتبة النقيب.
في 21 مارس 1920 ليلة العيد نوفروز قوات المسلحة للحزب طاشناق الأرمني بمساعدة الحكومة الأرمنية هجمت على مواقع ألاي المشاة «جوانشير» وقتلت عدة عسكريين وبذلك قبضت على الطريق إلى أسغران. بعد ذلك الحاميات العسكرية الموجودة في خانكاندي وشوشا أصبحت في وضع صعب جدا. في 26 مارس عام 1920 جيش أذربيجان انتقل إلى هجوم واسعة النطاق في اتجاه أسغران ضد القوات المسلحة تحت قيادة جنرال درون. الضابط الشاب جهانقير نوفروزوف أيضا اشترك في هذا القتال مع البطارية المدفعية وأظهر الشجاعة الكبيرة حينذاك.
المعارك الشديدة في منطقة أسغران انتهت في منتصف شهر أبريل بنجاح جيش أذربيجان. قلعة أسغران وغيرها من مناطق قاراباغ خليت وقوات العدو دمرت بالكامل.

### ثورة كانجا وقاراباغ
عندما كان جيش أذربيجان تقاتل القوات المسلحة للأرمان في قاراباغ البلاشفة استخدموا الخونة في داخل الدولة واستفادوا من ضعف الحدود الشمالية فأدخلوا إلى أذربيجان جيش الأحمر الحادي عشر بعدد الجنود البالغ إلى مائة ألف.
بعد انقلاب حكومة أذربيجان في 28 أبريل عام 1920 تفاقم الوضع في البلد. عندما كان الجيش الأحمر يُستقبل في باكو بالزهور والفرح من قبل البلاشفة٬ الأرمان والروس كنجا – إحدى مراكز النضال الوطني الأذربيجاني من أجل الاستقلال – كانت تستعد للثورة. في اللية من 24 إلى 25 ماي بدأت الثورة في كانجا تحت رئاسة القادة الذين كتبوا أسمائهم في تاريخ أذربيجان بالحروف الذهبية – جواد باي شيخلينسكي٬ محمد ميرزا قاجار٬ جهانقير كاظمبايلي وتيمور باي نوفروزوف.
جهامقير باي أيضا يشترك في ثورة كنجا في تركيبية تقسيم المشاة العسكري الأول مع غيره من تقسيمات جيش أذربيجان والمجموعات المسلحة.
بعد القتال الشديد المستمر خلال أسبوع الثورة انتهت بقتل الناس. حتى بعد تهدئة الثورة الروس والأرمان استمروا قتل الناس في كنجا. 12 جنرالا ٬ 27 عقيدا ومقدما٬ 46 نقيبا٬ 146 حامل الرأية٬ 267 اضابطا وكذلك آلاف الناس اعدموا بإطلاق النار من قبل البلاشفة.

بعد ثورة كنجا في 5 يونيو عام 1920 بدأت الثورة الثانية في قاراباغ ضد البلاشفة بقيادة نورو باشا. جهانقير نوفروزوف مثل غيره من العسكريين الذين أنقذوا من القتل في ثورة كانجا انضم إلى الثورة في قاراباغ. بعد انتهاء الثورة بغير نجاح البطارية المدفعية تحت قيادة جهانقير نوفروزوف مع الجنود الباقين من ألائات المشاة والفرسان الخاصة بجيش جمهورية أذربيجان الديمقراطية السابقة تحت رئاسة العقيد نوح سوفييف مروا النهر أراز ودخلوا أراضي إيران.

## مصدر
شمستان نظيرلي. عمر جنرال علي أغا شخلينسكي (بمناسبة مرور 140 عام على تاريخ ميلاده). باكو – 2005